# Suregada
Suregada är ett släkte av törelväxter. Suregada ingår i familjen törelväxter.

## Dottertaxa tillSuregada, i alfabetisk ordning[1]
- Suregada adenophora
- Suregada aequorea
- Suregada africana
- Suregada boiviniana
- Suregada borbonica
- Suregada bracteata
- Suregada calcicola
- Suregada capuronii
- Suregada celastroides
- Suregada cicerosperma
- Suregada comorensis
- Suregada croizatiana
- Suregada decidua
- Suregada eucleoides
- Suregada gaultheriifolia
- Suregada glomerulata
- Suregada gossweileri
- Suregada grandiflora
- Suregada humbertii
- Suregada ivorensis
- Suregada lanceolata
- Suregada laurina
- Suregada lithoxyla
- Suregada multiflora
- Suregada nigricaulis
- Suregada occidentalis
- Suregada perrieri
- Suregada procera
- Suregada racemulosa
- Suregada stenophylla
- Suregada zanzibariensis